# Таджикистан на пляжных Азиатских играх 2012
На 3-х Азиатских пляжных играх, проходивших 12—22 июня 2012 года в Хайяне (Китай), Таджикистан представляли двое спортсменов, соревновавшихся в пляжном волейболе. По итогам Игр таджикская сборная не смогла завоевать медали.

## Пляжный волейбол
Мужчины
| Спортсмены                             | Отборочный раунд                                     | Отборочный раунд | 1/8 финала | 1/4 финала | 1/2 финала | Финал     |
| Спортсмены                             | Результаты                                           | Место            | 1/8 финала | 1/4 финала | 1/2 финала | Финал     |
| -------------------------------------- | ---------------------------------------------------- | ---------------- | ---------- | ---------- | ---------- | --------- |
| Рустам Бозорбоев Муродали Худойбердиев | Вон Чуньвай, Вон Куаньпон 0-2 7-21, 6-21             | Группа A 3       | не прошли  | не прошли  | не прошли  | не прошли |
| Рустам Бозорбоев Муродали Худойбердиев | Александр Дьяченко, Алексей Сидоренко 0-2 5-21, 7-21 | Группа A 3       | не прошли  | не прошли  | не прошли  | не прошли |